# Urko Pardo
Rafael Pardo Goas, genannt Urko Pardo, (* 28. Januar 1983 in Brüssel) ist ein spanisch-belgischer ehemaliger Fußball-Torwart.

## Vereinskarriere
Urko begann seine Laufbahn in der Jugend vom RSC Anderlecht und trat dann dem FC Barcelona bei, kam jedoch nie über dessen zweite Mannschaft hinaus. Im Sommer 2005 unterschrieb er einen Vertrag bei Ciudad de Lorca CF. Anschließend wechselte er im Januar 2006 zum CE Sabadell, für den er ebenfalls auf Leihbasis vom FC Barcelona spielte.
Zur Saison 2007 unterschrieb Urko einen Vertrag beim griechischen Erstligisten Iraklis. Wiederum ein Jahr später wechselte er zu Rapid Bukarest. Im Januar 2009 verließ er Rumänien und wurde zu UD Salamanca verliehen. Zur Saison 2009/10 kehrte er zu Rapid Bukarest zurück und wurde umgehend an Olympiakos Piräus weiterverliehen.
Nach seiner Rückkehr transferierte ihn Rapid Anfang August 2011 zu APOEL Nikosia in die zyprische First Division. Dort hatte er in den ersten Jahren einen Stammplatz zwischen den Pfosten, erst zu Beginn der Saison 2014/15 verlor er diesen an Boy Waterman. Als Ersatztorhüter gewann er in der Spielzeit 2015/16 die zyprische Meisterschaft.

## Erfolge
- Griechischer Meister: 2011
- Zyprischer Meister: 2016